# Oxyrrhynchium riparioides
Oxyrrhynchium riparioides là một loài rêu trong họ Brachytheciaceae. Loài này được Hedw. Jenn. mô tả khoa học đầu tiên năm 1913.